# 鄭懷賢
鄭懷賢（1897年—1981年），名德順，字懷賢，男，直隶（今河北）安新人，中国武术家、骨伤科专家。擅八卦、形意、太極三門武學，並精於擒拿和防守等手法，亦精於中醫之推拿和運動傷害治療，拿手兵器為飛叉。為孫祿堂和李景林的入室弟子。

## 生平
清光緒二十三年，生於直隸保定府安州，今之安新縣，